# Compsomyces lestevi
Compsomyces lestevi är en svampart som beskrevs av Thaxt. 1900. Compsomyces lestevi ingår i släktet Compsomyces och familjen Laboulbeniaceae.   Inga underarter finns listade i Catalogue of Life.